# Hector Wright
Hector Wright (né le 8 mai 1969 en Jamaïque) est un footballeur international jamaïcain, qui évoluait au poste de milieu de terrain.

## Biographie

### Carrière en sélection
Avec l'équipe de Jamaïque, il joue 110 matchs (pour 15 buts inscrits) entre 1988 et 1997. 
Il figure dans le groupe des sélectionnés lors des Gold Cup de 1991, de 1993 et de 2000.
Il joue 16 matchs comptant pour les éliminatoires de la coupe du monde lors des éditions 1994 et 1998.